# Blacha (raper)
Blacha lub Blacha 2115, właśc. Patryk Stefański – polski raper, piosenkarz, oraz autor tekstów. Członek zespołu 2115.
Dużą popularność dał mu singel „Mademoiselle”, który zdobył ponad 110 milionów wyświetleń w serwisie YouTube.

## Dyskografia

### Albumy studyjne
| Rok  | Tytuł                                | Sprzedaż       | Certyfikat          |
| ---- | ------------------------------------ | -------------- | ------------------- |
| 2018 | Trapical Moon - Data: 1 czerwca 2018 | - POL: 15 000+ | - ZPAV: złota płyta |
| 2019 | Fama - Data: 28 czerwca 2019         | - POL: 15 000+ | - ZPAV: złota płyta |

### Single
Jako główny artysta
| Rok  | Tytuł                                | Certyfikat                 | Album         |
| ---- | ------------------------------------ | -------------------------- | ------------- |
| 2018 | „Havana”                             | - ZPAV: złota płyta        |               |
| 2018 | „Casablanca”                         | - ZPAV: diamentowa płyta   |               |
| 2018 | „Mademoiselle”                       | - ZPAV: 3× platynowa płyta | Trapical Moon |
| 2018 | „Braciszku” (gośc. Bedoes)           | - ZPAV: platynowa płyta    | Trapical Moon |
| 2018 | „Ferrari” (gośc. Kuqe)               |                            |               |
| 2018 | „Shoot” (gośc. Khalif030)            |                            |               |
| 2018 | „Laleh”                              | - ZPAV: złota płyta        |               |
| 2019 | „Boonie & Clyde”                     | - ZPAV: platynowa płyta    | Fama          |
| 2019 | „Złoto”                              |                            | Fama          |
| 2019 | „Pomarańczowe niebo”                 | - ZPAV: platynowa płyta    | Fama          |
| 2019 | „Pod prąd” (gośc. Bedoes)            | - ZPAV: złota płyta        | Fama          |
| 2019 | „Apollo”                             | - ZPAV: złota płyta        |               |
| 2019 | „Nie mam czasu”                      |                            |               |
| 2019 | „Chemia”                             | - ZPAV: złota płyta        |               |
| 2020 | „Ball-in’”                           |                            |               |
| 2020 | „Miami Vice” (gośc. Chivas)          |                            |               |
| 2020 | „Ibiza” (gośc. Chivas)               |                            |               |
| 2020 | „Jedno życie”                        | - ZPAV: platynowa płyta    |               |
| 2021 | „Widmo”                              |                            |               |
| 2021 | „Vibe” (gośc. Bibič)                 |                            |               |
| 2021 | „Barbie”                             | - ZPAV: złota płyta        |               |
| 2022 | „Turysta” (oraz White, Flexxy, Kuqe) | - ZPAV: 4× platynowa płyta |               |
| 2022 | „Ketchup” (oraz Bedoes, White, Kuqe) | - ZPAV: 3× platynowa płyta |               |
| 2023 | „Jolie Jolie”                        | - ZPAV: diamentowa płyta   |               |
| 2023 | „Kevin sam w domu”                   | - ZPAV: platynowa płyta    |               |
| 2024 | „Hotel Room”                         |                            |               |
| 2025 | „Adrenalina”                         |                            |               |

Występy gościnne
| Rok  | Tytuł                                                                     | Certyfikat                 | Album                           |
| ---- | ------------------------------------------------------------------------- | -------------------------- | ------------------------------- |
| 2018 | „Mercedes GLE Coupé” (Bedoes, Kubi Producent; gośc. Blacha, Kuqe, Flexxy) | - ZPAV: złota płyta        | Kwiat polskiej młodzieży        |
| 2019 | „Playboy (dla Lanka)” (Bedoes, Lanek; gośc. Blacha)                       | - ZPAV: złota płyta        | Opowieści z Doliny Smoków       |
| 2021 | „La Luna” (Dj.Frodo, Mr. Polska; gośc. Blacha)                            | - ZPAV: złota płyta        | (singel niealbumowy)            |
| 2022 | „Agrest i bez” (SB Maffija; gośc. Kuqe 2115, Flexxy 2115, Blacha)         | - ZPAV: 2× platynowa płyta | Hotel Maffija 2                 |
| 2022 | „Doba hotelowa” (SB Maffija; gośc. Flexxy 2115, Kuqe 2115, Blacha)        | - ZPAV: platynowa płyta    | Hotel Maffija 2                 |
| 2022 | „Proste fakty” (SB Maffija; gośc. Kuqe 2115, Flexxy 2115, Blacha)         | - ZPAV: 3× platynowa płyta | Hotel Maffija 2 (edycja deluxe) |